# 波泰利奇
50°12′40″N 23°32′59″E / 50.21111°N 23.54972°E
波泰利奇（羅馬化：Potelych）是烏克蘭西部的村莊，隸屬利維夫州的利維夫區。該村始建於1262年，面積30.7平方公里，海拔高度258米，2001年人口815，人口密度每平方公里26.55人。